# Fabrizio Bernini

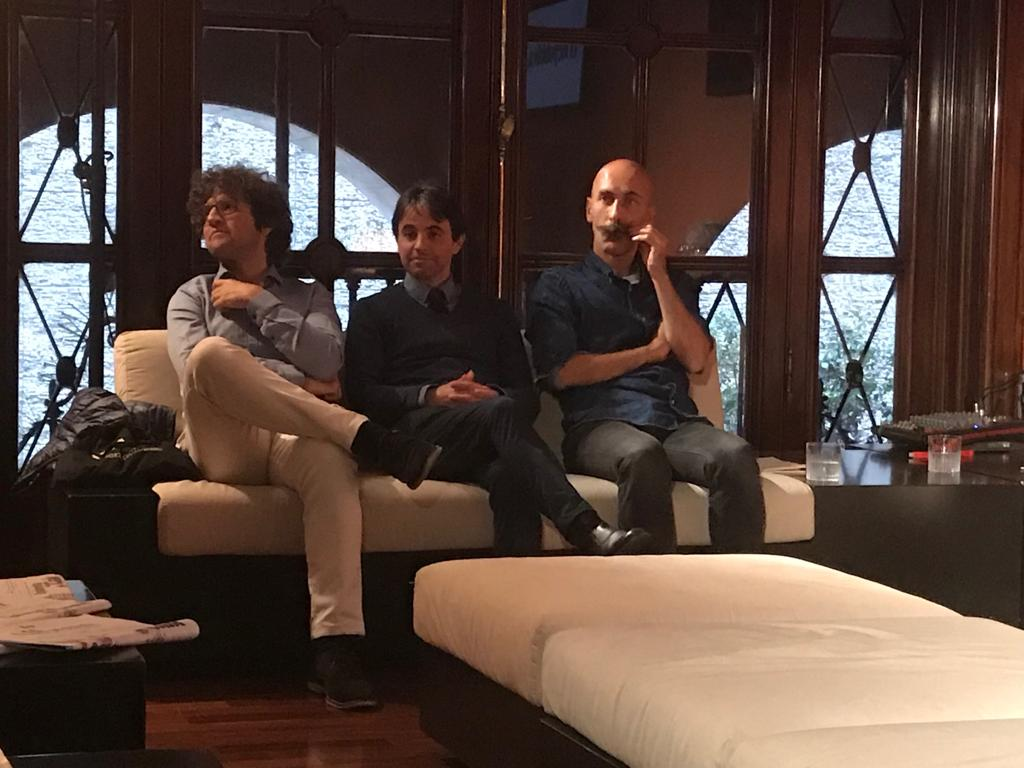
Fabrizio Bernini (al centro) con Marco Pelliccioli (a sinistra) e Wolfango Testoni (a destra).

Fabrizio Bernini (Broni, 11 novembre 1974) è un poeta e critico letterario italiano.

## Biografia
Nato a Broni, nella provincia di Pavia, si è laureato all'Università degli Studi di Milano con una tesi sulla messa in scena di Strehler (1977/78) de La tempesta di William Shakespeare.
Ha pubblicato questi libri di poesia: La stessa razza (2003, premio Orta opera prima e premio Giuseppe Piccoli opera prima), L’apprendimento elementare (2011, premio Antonio Fogazzaro), Il comune salario (2018, premio Acqui Terme), Le parole semplici (2019). Inoltre, sue poesie sono state inserite nell'Almanacco dello specchio (2006) e in diverse antologie, tra cui Velocità della visione. Poeti dopo il Duemila (2017), edito da Mondadori.
Nel 2005 è stato tra i vincitori del premio Cetonaverde Poesia.
Ha tradotto per Mondadori i versi di Pietro da Barsegapè in Visioni dell'aldilà prima di Dante (2017).
Collabora con la Gazzetta di Parma e con il periodico culturale l’EstroVerso come curatore di recensioni editoriali di libri di poesia.

## Opere
- La stessa razza, Como, Faloppio, LietoColle, 2003.
- L’apprendimento elementare, Milano, A. Mondadori, 2011. ISBN 978-88-04-61088-5
- Il comune salario, Milano, A. Mondadori, 2018. ISBN 978-88-04-70384-6
- Le parole semplici, Azzate, Stampa2009, 2019. ISBN 978-88-83-36319-1